# Илина вода
Илина вода је насеље које се налази у Крагујевцу, МЗ Лепеница.
Налази се на путу из центра града према насељу Илићево и већим делом је ограђена шумским појасом Кошутњака и парком. Главна карактеристика Илине воде је њен парк. Парк је дуги низ година у другој половини 20. века био запуштен, али је уз помоћ малог броја ентузијаста - мештана Илине воде очишћен и уређен, тако да данас представља један од најлепших паркова у Крагујевцу. Парк је старо крагујевачко излетиште, а некада је припадао Светозару Андрејевићу, богатом трговцу, који је тестаментом из 1895. парк оставио Крагујевчанима на трајно уживање. Његов брат Андрија Андрејевић, угледни архитекта, је у парку подигао чесму 1897. године. Данас у оквиру парка постоје спортски терени, дечји терени и мини зоолошки врт. Тренутно је у изградњи фонтана у облику вештачког потока дужине око 200m. У парку је обновљен биљни засад, а између осталог је засађена и једина палма на отвореном. Делимично је обновљена и Андрејевићева чесма.
Насеље је добило назив по чесми Илина (Илијина) вода, најстаријој у Крагујевцу, која се као извор користила још у турско доба. Она се налази у непосредној близини парка. Све до шездесетих година 20. века околина чесме је била, заједно са парком и шумом Кошутњак, најстарије и најпознатије крагујевачко излетиште. Чесму је први пут обновио кнез Милош Обреновић 1859. године, када је и каптирана, а други пут ју је обновио краљ Милан Обреновић 1884. године, када је чесма добила садашњи изглед. Поред чесме је лета 1882. године одржана Радикалска скупштина, на којој је усвојен Програм странке и за њеног вођу изабран Никола Пашић. Од седамдесетих година 20. века чесма се налази у кругу фабрике "22. децембар" (сада "Трговина 22") и од тада је запуштена и недоступна. Последњих година се улажу напори да се чесма обнови и издвоји из фабричког круга.